# Mazlan Othman
Mazlan Othman, maleseمصلان عثمان (Seremban, 11 dicembre 1951), è un'astrofisica malese che ha ricoperto diverse posizioni importanti nel suo paese d'origine e ha diretto l'Ufficio delle Nazioni Unite per gli affari dello spazio extra-atmosferico a Vienna dal 2007 al 2014.
È stata la prima astrofisica del suo paese ed è stata nominata direttore generale di Angkasa, l'Agenzia spaziale nazionale malese

## Biografia
Nata a Seremban, in Malaysia, Mazlan ha frequentato il Kolej Tunku Kurshiah, un importante collegio malese a Seremban, Negeri Sembilan. La sua attitudine per la matematica l'ha portata a iscriversi a un curriculum scientifico. Sebbene la sua famiglia l'avesse incoraggiata a diventare un medico, ha deciso invece di dedicarsi alla fisica. Ha frequentato l'Università di Otago a Dunedin, in Nuova Zelanda, con una borsa di studio del piano Colombo, conseguendo un BSc. (con lode) nel 1975. Si è poi iscritta all'Università Nazionale della Malaysia (UKM) come tutor, ma ha negoziato un'estensione della sua borsa di studio ed è tornata a Otago, conseguendo il dottorato di ricerca in fisica nel 1981, la prima donna a farlo da quando l'Università è stata fondata nel 1869.

## Carriera
Mazlan Othman tornò in Malaysia come primo astrofisico del paese e lavorò per rendere la gente consapevole dell'astronomia e delle questioni spaziali. Ha anche svolto attività di ricerca per un semestre presso l'Osservatorio Kiso in Giappone.

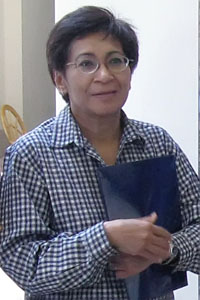
Mazlan Othman nel 2009

Il suo interesse per l'istruzione pubblica è stato premiato nel 1990 quando il primo ministro Mahathir Mohamad l'ha nominata responsabile della divisione planetaria del dipartimento del primo ministro, supervisionando lo sviluppo del Planetario Negara, il planetario nazionale della Malaysia a Kuala Lumpur.  Dopo l'apertura del planetario nel 1993, Mazlan è stata nominata direttore generale della nuova divisione di studi sulle Scienze Spaziali del governo, dove ha lanciato un programma di sviluppo di microsatelliti. Ha ricevuto una cattedra ordinaria l'anno successivo.
Nel novembre 1999, Kofi Annan, segretario generale delle Nazioni Unite, nominò Mazlan Direttore dell'ufficio delle Nazioni Unite per gli affari dello spazio extra-atmosferico (UNOOSA) a Vienna. Su richiesta del primo ministro Mahathir, è tornata in Malaysia nel luglio 2002 come direttore generale e fondatore di Angkasa, l'Agenzia spaziale nazionale malese, dove il suo lavoro ha portato al lancio del primo astronauta malese, lo sceicco Muszaphar Shukor.
Mazlan è stata riconfermata direttore dell'UNOOSA nel 2007 dal segretario generale Ban Ki-moon, e ha lasciato Angkasa per tornare al suo incarico nel dicembre dello stesso anno. Presso l'UNOOSA si è occupata, tra gli altri argomenti, di cooperazione internazionale nello spazio, prevenzione di collisioni e detriti spaziali, uso di piattaforme di telerilevamento spaziali per lo sviluppo sostenibile, coordinamento del diritto spaziale tra i paesi e dei rischi posti dagli asteroidi vicini alla Terra.
Alla fine del 2010, diverse fonti di notizie sostennero, dopo il suo intervento in quel periodo in un panel della Royal Society dal titolo "Verso un'agenda scientifica e sociale sulla vita extraterrestre", che le Nazioni Unite avrebbero presto nominato Othman come ambasciatore per il contatto extraterrestre. Tuttavia, un portavoce delle Nazioni Unite ha definito quelle notizie come "sciocchezze";  inoltre, in una e-mail a The Guardian, Othman ha dichiarato: "Sembra davvero bello ma devo negarlo". In seguito ha spiegato che il suo discorso aveva illustrato come gli affari extraterrestri potrebbero diventare un argomento di discussione all'ONU, usando come esempio la difesa che ha portato alla discussione delle Nazioni Unite sugli oggetti vicini alla Terra e sui detriti spaziali.
Dopo aver lasciato le Nazioni Unite, Othman ha fatto parte di comitati consultivi e consigli di amministrazione che coinvolgono la scienza e lo spazio, ha insegnato come visiting professor ed è diventata senior fellow dell'Accademia delle Scienze della Malaysia. Nel settembre 2017 è stata nominata direttrice dell'Ufficio regionale per l'Asia e il Pacifico dell'International Science Council (ISC).
Dal maggio 2023 è membro non esecutivo di HKATG, un programma satellitare finanziato principalmente dalla Cina.

## Vita privata
Othman è sposata con il geologo Ibrahim Komoo e ha due figli, un ingegnere aerospaziale e una figlia nata nel 1995, e due nipoti. Ritiratasi dalle Nazioni Unite nel 2013, vice con la figlia a Kuala Lampur, Malaysia.

## Onorificenze
- 1997 - Tuanku Ja'afar, il decimo Yang di-Pertuan Agong della Malaysia, conferì la decorazione federale e l'ordine Panglima Jasa Negara (per il servizio meritorio) a Mazlan, conferendole l'onorificenza di "Datuk".[14]
- 1997 - L'alma mater di Mazlan, l'Università di Otago, le conferì il titolo di Dottore Honoris Causa in Scienze.[15]
- 2009 -  per "il suo lavoro nello sviluppo dell'educazione all'astronomia in Malaysia e per il suo ruolo di primo piano a livello nazionale e internazionale nella scienza spaziale", l'Istituto di Fisica ha conferito a Mazlan la Medaglia del Presidente.[16]
- 2013 - Mazlan ha ricevuto il "Polarstern-Preis" (Polarstar Award) dall'Austrian Space Forum per il suo impegno ad affascinare lo spazio al di sopra e al di là del dovere.[17]
- :
  -  Ufficiale dell'Ordine del Difensore del Regno (KMN) (1994)[18]
  -  Commendatore dell'Ordine del Servizio Meritorio (PJN) – Datuk (1997)[19]
  -  Commendatore dell'Ordine di Lealtà alla Corona della Malaysia (PSM) – Tan Sri (2021)
  -  Cavaliere Gran Compagno dell'Ordine di Lealtà a Negeri Sembilan (SSNS) – Dato' Seri (2020)[20]